# Libnotes riverai
Libnotes riverai är en tvåvingeart som först beskrevs av Alexander 1929.  Libnotes riverai ingår i släktet Libnotes och familjen småharkrankar. Inga underarter finns listade i Catalogue of Life.